# Gebiet
Mit dem geographischen Begriff Gebiet (Abk.: Gbt., Geb.) bezeichnet man eine räumlich (meist) zusammenhängende Fläche oder ein Areal auf der Erdoberfläche, das sich auch in die dritte Dimension erstrecken kann.

## Wortherkunft und Geschichte
Die heutige Bedeutung des Begriffes Gebiet leitet sich vom Zeitwort „gebieten“ ab, auf althochdeutsch gibiotan (biotan „bieten“). Ein Gebiet war demnach der Bereich, über den sich die Befehlsgewalt, die erlassenen Gebote oder die Gerichtsbarkeit erstreckte (vgl. Gebieter), entspricht also dem ursprünglichen Begriff Land, lat. Territorium.
Daneben findet sich die kürzere Variante Biet (ausgehend von bieten oder aber mit an /b/ assimiliertem Ge-) auch in Territorialbezeichnungen wie beispielsweise Baselbiet (hier: Herrschaftsgebiet der Stadt Basel) oder das Biet um Neuhausen (das hier einen wenige Dörfer umfassenden, bis 1803 bestehenden Herrschaftsbereich eines reichsritterlichen Territoriums meint).

## Heutige Verwendung
Man verwendet den Ausdruck im regionalgeographischen Sinne heute etwa:
- synonym für Region oder Landschaft
- synonym für Zone (etwa: Einzugsgebiet eines Gewässers)
- den Wirkungsbereich einer Gebietskörperschaft: Ein Staatsgebiet, einen Gliedstaat oder eine Gemeinde
- eine regionale Begrenzung bei wirtschaftsgeographisch-logistischen Aspekten wie Vertrieb oder Kundendienst (Gebietsrepräsentanz).

Dass der Begriff nicht in die Ebene beschränkt ist, zeigt z. B. Tiefdruckgebiet, die Zone tiefen Luftdrucks erstreckt sich in die 3. Dimension.
Daneben ist „Gebiet“ auch die Übersetzung von Oblast, einer Verwaltungseinheit in Russland und der Ukraine, sowie von Oblys, einer Oblast-ähnlichen Verwaltungseinheit in Kasachstan.